# Diga di Rossens
La diga di Rossens è una diga ad arco situata in Svizzera, nel Canton Friburgo, nei pressi di Rossens sul fiume Sarine.

## Descrizione
Inaugurata nel 1947, ha un'altezza di 83 metri e il coronamento è lungo 320 metri. Il volume della diga è di 255.000 metri cubi.
Il lago creato dallo sbarramento, il lago della Gruyère, ha un volume massimo di 220 milioni di metri cubi, una lunghezza di 13,5 km e un'altitudine massima di 677 m s.l.m. Lo sfioratore ha una capacità di 930 metri cubi al secondo.
Le acque del lago vengono sfruttate dalle Entreprises Electriques Fribourgeoises (EEF).

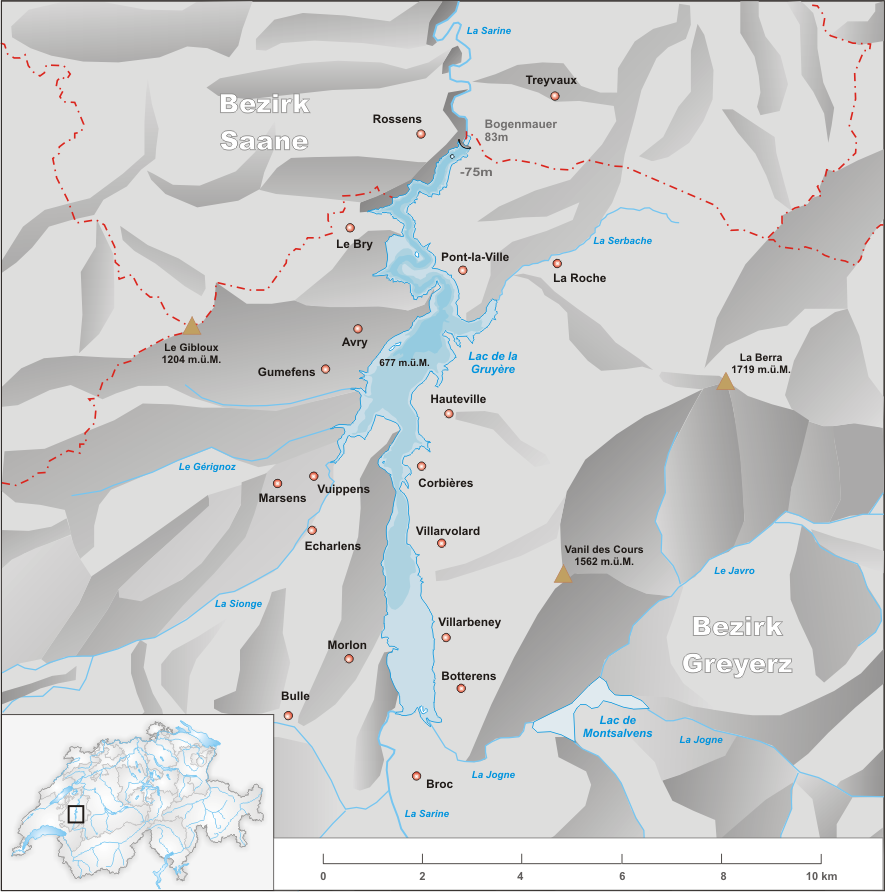
Mappa del lago